# 香农-法诺编码
在数据压缩的领域里，香农-法诺编码（英語：Shannon–Fano coding）是一种基于一组符号集及其出現的或然率（估量或测量所得）构建前缀码的技术。其名稱来自于克劳德·香农和羅伯特·法諾。在编码效率上，它并不能与霍夫曼编码一样实现编码（code word）长度的最低期望；然而，与霍夫曼编码不同的是，它确保了所有的编码长度在一个理想的理论范围{\displaystyle {-\log }P(x)}之内。这项技术是香农于1948年，在他介绍信息理论的文章“通信数学理论”中提出的。法诺则在不久以后独立地以技术报告形式将其发布。  香农-法诺编码不应该与香农编码混淆，后者的编码方法用于证明Shannon's noiseless coding theorem，或与Shannon–Fano–Elias coding（又被称作Elias coding）一起，被看做算术编码的先驱。
香农-法诺编码将符号从最大可能性到最少可能性排序，并将排列好的信源符号分为两大组，使两组的概率和接近，并各赋予一个二进制符号“0”和“1”。只要有符号剩余，就以同样的过程重复这些步骤以此确定这些代码的连续编码数字。依次下去，直至每一组的只剩下一个信源符号为止。当一组已经仅剩余一个符号，显然，这意味着这一符号的编码是完整的，也不会成为任何其他符号的代码前缀。
香农-法诺编码能够产生相对高效的可变长度编码；对于每一个比特位而言，当两个较小的集合具有恰好相等的概率时，这一方法就能最有效地利用这一位编码的信息。然而，香农-法诺并不总是产生最优的前缀码：例如对概率{0.35，0.17，0.17，0.16，0.15}，香农-法诺算法就无法给出理想的编码。出于这个原因，香农-法诺编码几乎从不被使用。

## 香农-法诺算法
Shannon-Fano编码树是基于一个符号和对应频率的列表建立的。实际的算法很简单：
1. 对于一个给定的符号列表，计算相应的概率或频率计数，用于判断每个符号的相对概率。
2. 根据频率的符号列表排序，最常出现的符号在左边，最少出现的符号在右边。
3. 将列表分为两部分，使左边部分的总频率和尽可能接近右边部分的总频率和。
4. 该列表的左半边分配二进制数字0，右半边分配数字1。这意味着，在第一半符号编码都是将所有从0开始，第二半的编码都从1开始。
5. 对左、右半部分递归应用步骤3和4，并添加编码的位数，直到每个符号都成为一个相应的编码树的叶节点。

### 示例

香农-法诺编码算法

这个例子展示了一组字母的香农编码结构（如图a所示）这五个可被编码的字母有如下出现次数：
| 符号 | A          | B          | C          | D          | E          |
| ---- | ---------- | ---------- | ---------- | ---------- | ---------- |
| 计数 | 15         | 7          | 6          | 6          | 5          |
| 概率 | 0.38461538 | 0.17948718 | 0.15384615 | 0.15384615 | 0.12820513 |
从左到右，所有的符号以它们出现的次数划分。在字母B与C之间划定分割线，得到了左右两组，总次数分别为22、17，这样就把两组的差别降到最小。通过这样的分割，A与B同时拥有了一个以0为开头的编码，C、D、E的前缀则为1，如图b所示。随后，在树的左半边，于A、B间建立新的分割线，这样A就成为了编码为00的叶子节点，B的编码为01。经过四次分割，得到了一个树形编码。如下表所示，在最终得到的树中，拥有最大频率的符号被两位编码，其他两个频率较低的符号被三位编码。
| 符号 | A  | B  | C  | D   | E   |
| ---- | -- | -- | -- | --- | --- |
| 编码 | 00 | 01 | 10 | 110 | 111 |
根据A，B，C两位编码长度，D，E的三位编码长度，最终的平均码字长度是
{\displaystyle {\frac {2\,{\text{Bit}}\cdot (15+7+6)+3\,{\text{Bit}}\cdot (6+5)}{39\,{\text{Symbol}}}}\approx 2.28\,{\text{Bits per Symbol.}}}

## 与霍夫曼算法的对比
香农-法诺编码算法并非总能得到最优编码。1952年, David A. Huffman提出了一个不同的算法，这个算法可以为任何的可能性提供出一个理想的树。香农-法诺编码是从树的根节点到叶子节点所进行的的编码，霍夫曼编码算法却是从相反的方向，暨从叶子节点到根节点的方向编码的。 
1. 为每个符号建立一个叶子节点，并加上其相应的发生频率
2. 当有一个以上的节点存在时，进行下列循环：
  1. 把这些节点作为带权值的二叉树的根节点，左右子树为空
  2. 选择两棵根结点权值最小的树作为左右子树构造一棵新的二叉树，且至新的二叉树的根结点的权值为其左右子树上根结点的权值之和。
  3. 把权值最小的两个根节点移除
  4. 将新的二叉树加入队列中。
3. 最后剩下的节点暨为根节点，此时二叉树已经完成。

### 示例

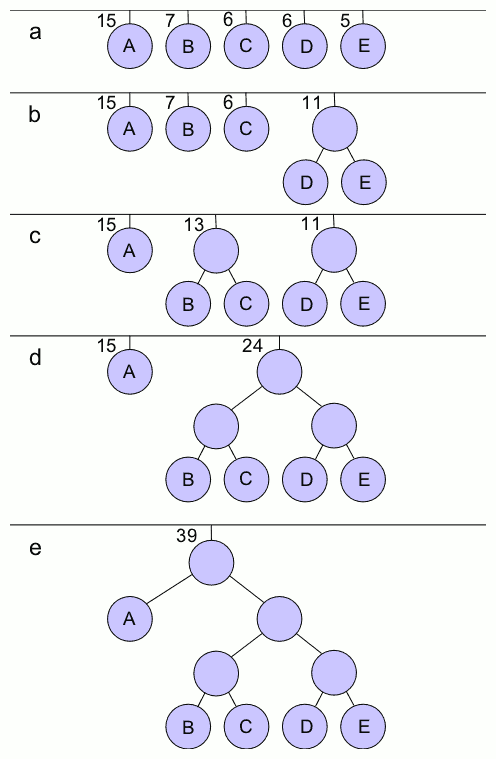
Huffman Algorithm

用以上Shannon - Fano例子所使用的分析，即：
| 符号 | A          | B          | C          | D          | E          |
| ---- | ---------- | ---------- | ---------- | ---------- | ---------- |
| 计数 | 15         | 7          | 6          | 6          | 5          |
| 概率 | 0.38461538 | 0.17948718 | 0.15384615 | 0.15384615 | 0.12820513 |
首先将D、E合并，它们频率和为11（图a至图b）。接下来概率最低的一组是B（7）和C（6），所以将他们作为左右子树组成新的根结点BC。在剩下的三个节点中，BC（13）和DE（11）的频率和最低，因此组成新的二叉树BE。最后将仅剩的两个节点合并，并分别为它们分配前缀0和1。这样所有的节点都成为了唯一一个编码树的叶节点。
这个例子中，A的编码长度是1比特，其余字符是3比特。
| 字符 | A | B   | C   | D   | E   |
| ---- | - | --- | --- | --- | --- |
| 代码 | 0 | 100 | 101 | 110 | 111 |
结果是
{\displaystyle {\frac {1\,{\text{Bit}}\cdot 15+3\,{\text{Bit}}\cdot (7+6+6+5)}{39\,{\text{Symbol}}}}\approx 2.23\,{\text{Bits per Symbol.}}}